# Pieter Hendrik Kemper

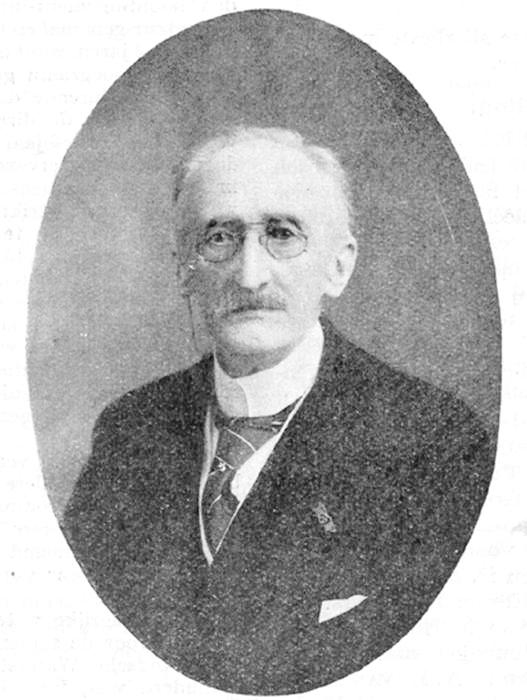
Pieter Hendrik Kemper

Pieter Hendrik Kemper (Den Helder, 14 juli 1847   - Den Haag, 7 juni 1928) was een Nederlands waterbouwkundige.

## Loopbaan
Hij studeerde aan de Polytechnische School te Delft, waar hij in 1867 het diploma van civiel ingenieur behaalde. Hij begon als buitengewoon opzichter van de waterstaat, bij de werken van de Nieuwe Merwede, voor het maken van de bedijking langs de linkeroever van de Nieuwe Merwede. In 1869 werd hij, na deelgenomen te hebben aan het vergelijkend examen, benoemd tot surnumerair bij de waterstaat. Hier werd hij bevorderd: in 1870 tot adspirant-ingenieur, in 1873 tot ingenieur 3e klasse, in 1875 tot ingenieur 2e klasse en in 1889 tot ingenieur 1e klasse.
Aanvankelijk toegevoegd aan de inspecteur van de waterstaat in de 2e inspectie en daarna aan de hoofdingenieur in Algemene Dienst, was hij in 1869 werkzaam te Hoek van Holland bij het maken der werken tot afsluiting van het Scheur. Daarna werd hij toegevoegd aan de hoofdinspecteur van de waterstaat voor de vervaardiging van de Waterstaatskaart. Na een korte tijd als waarnemer in het arrondissement Assen, werd hij in 1872 toegevoegd aan de hoofdingenieur in Algemene Dienst te 's-Gravenhage. Hij verrichtte dwarspeilingen van Nederrijn en Lek, was werkzaam bij de vervaardiging van de rivierkaart (Waal) en werd belast met stroommetingen ter bepaling van de waterverdeling van de Dordtse waterwegen. In 1874 werd hij ingenieur in het arrondissement Zierikzee.
Op 1 januari 1875, bij de instelling van het afzonderlijk rivierbeheer, werd Kemper geplaatst als ingenieur in het tweede rivierarrondissement met standplaats Utrecht. Dit rivierarrondissement omvatte destijds het Pannerdensch Kanaal, Nederrijn, Lek, en ook de gehele Nieuwe Maas langs Brielle tot in zee en het Scheur tot de doorgraving aan de Hoek van Holland. In 1881 werd hij geplaatst als sectie-ingenieur bij de uitvoering der werken tot aanleg van het Merwedekanaal. Hij had het voorrecht bij dit belangrijke waterstaatswerk te blijven tot het in 1894 geheel voltooid was. De laatste twee jaren was hij, als waarnemend hoofdingenieur, belast met de leiding van alle werken. Toen het kanaal gereed was, besloot de minister dat er een beschrijving van dit werk moest komen. Kemper kreeg de opdracht, dit boek Beschrijving van het kanaal van Amsterdam naar de Merwede verscheen in 1895.

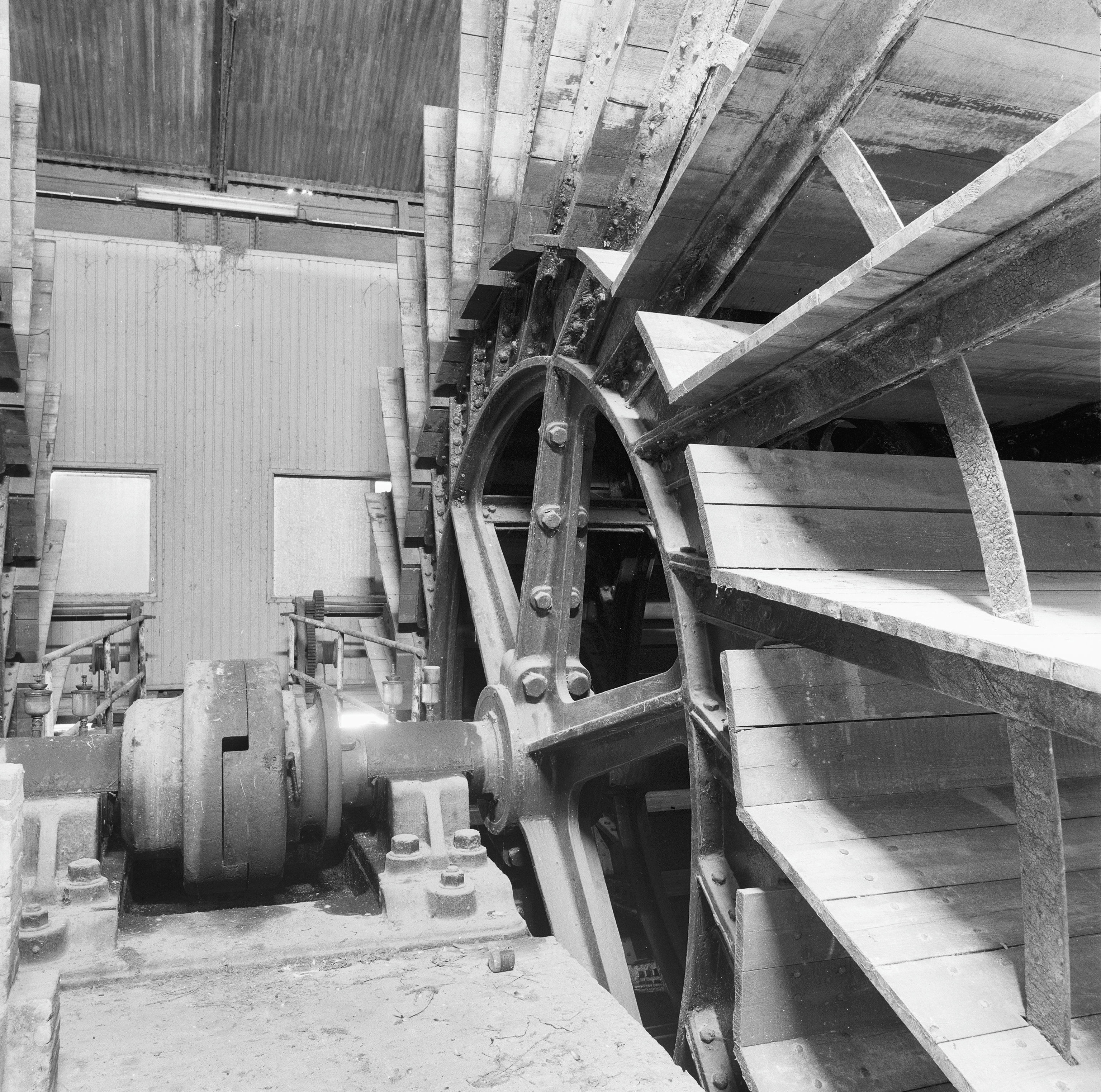
Interieur van de machinekamer van het gemaal met het scheprad

In 1894 werd Kemper belast met de dienst van het Noordzeekanaal, voor zover betreft de werken te IJmuiden en te Schellingwoude. Deze werken betroffen de voltooiing van de nieuwe schutsluis, het maken van de proefinstallatie van de elektrische beweging en de eerste werken van de vissershaven te IJmuiden. Te Schellingwoude was hij belast met de bouw van het schepradstoomgemaal, waarvan het ontwerp door ir. Bekaar was gemaakt. Dit gemaal is in 1990 gesloopt.
In 1896 werd Kemper bevorderd tot hoofdingenieur in het 7e district te Maastricht. Tot zijn werkzaamheden aldaar behoorde de normalisering van de Limburgse Maas tussen Mook en Tegelen. In 1898 vertrok hij als hoofdingenieur in het 9e district naar Haarlem. Hij leidde daar de verbetering (met name de verdieping) van het Noordzeekanaal, op grond van een wet van minister Lely. Dit was een kostbaar werk, voor ƒ 7,5 miljoen werd het Noordzeekanaal verbreed en verdiept zodat Amsterdam voor de grootste zeeschepen toegankelijk werd. Dit werk werd geheel voltooid met inbegrip van de elektrische verlichting. Belangrijk waren ook de uitbreidingswerken van de vissershaven te IJmuiden met de bouw van de vishallen en de strandverdediging langs de Noordzeekust. In 1908 werd Kemper inspecteur-generaal in de 2e inspectie met standplaats 's-Gravenhage en op 1 april 1911 hoofdinspecteur-generaal. Hij bleef dit tot zijn pensioen in 1912.

## Commissiewerk
Zijn technische arbeid bepaalde zich niet uitsluitend tot zijn eigenlijk ambtelijk werk. Verschillende opdrachten werden hem verstrekt zowel van rijkswege, als van de zijde van andere bestuurslichamen. Herhaaldelijk was hij lid van examencommissies voor opzichter van de Waterstaat en voor adspirant- (later adjunct)-ingenieur van de Waterstaat, terwijl hij in 1897 en 1898 lid was van de Commissie voor de eindexamens aan de Polytechnische School.
- Vermelding verdienen zijn adviezen aan waterschappen. Hij bracht in 1878, in opdracht van het bestuur van het waterschap Eemnes, een rapport uit over de invloed bij stormvloed van een eventuele verhoging van de Slaagse dijk (de Eemdijk) langs de Eem op de toestand van de Wakkerendijk en de Eemdijk. Hij adviseerde in 1879 het waterschap Maartensdijk over een verbeterde waterlossing van de polder Gelder (ten zuidwesten van Maartensdijk) en in 1891 over verbetering van de af- en aanvoer van en naar het stoomgemaal van dat waterschap.
- In 1880 bracht hij met ir. J. van der Vegt rapport uit betreffende de verbetering der bestaande Keulse Vaart, in gevolge een opbracht van het gemeentebestuur van Utrecht.
- In 1897 was Kemper lid der bijzondere commissie voor de groepen IV, V, VI en XI der Wereldtentoonstelling te Parijs.
- In 1900 bracht hij met ir. B. Hoogenboom rapport uit in zake de bouw van een Rijkslandbouwproefstation te Hoorn, in gevolge een opdracht van de minister van Binnenlandse Zaken.
- In 1900 was hij een der gedelegeerden van de Nederlandse regering op het  Internationaal Scheepvaartcongres te Parijs (PIANC)
- Vermelding verdient de werkzaamheid van Kemper als lid van bijzondere commissies. Zo was hij van 1901—1905 lid van de “Staatscommissie in zake een onderzoek naar de wijze van verbetering der spoorwegverbindingen om Amsterdam”. In 1904 — 1905 was hij voorzitter der commissie in zake de Oosterdoksluis te Amsterdam en in 1905 lid van de “Commissie in zake de riolering en waterverversching van Amsterdam”, ingesteld door het gemeentebestuur van Amsterdam. Sedert 1908 was hij president der gemengde (Nederlandsch-Belgische) Commissie voor de kanalisatie van de Maas in Limburg en daarenboven was hij lid van de Staatscommissie voor het Reddingswezen op de Nederlandse kust.
- Hij was mede-arbiter in geschillen tussen: de directie en de aannemer van het rijks waterstaatsbestek, bouw van het stoomgemaal te Ameide (1803); de Maatschappij tot Exploitatie van Staatsspoorwegen en een aannemer (1894); de Staat der Nederlanden en de Maatschappij tot Exploitatie van Staatsspoorwegen, betreffende het ten laste brengen van de uitvoering van enige werken (1895); het Departement van Oorlog en de gemeente Utrecht, betreffende de schutsluis van die gemeente in Vreeswijk (1905): de gemeente Haarlem en de Electrische Spoorweg-Maatschappij betreffende de bediening van een in die gemeente gelegen brug. Sedert de oprichting (1907) van de Raad van Arbitrage voor de Bouwbedrijven in Nederland heeft hij, als aangewezen door de Vereeniging van Delftsche Ingenieurs, daarin zitting gehad.
- Hij was verder lid van het Bataafs Genootschap der Proefondervindelijke Wijsbegeerte en van het Provinciaal Utrechts Genootschap van Kunsten en Wetenschappen en Curator van de Thorbecke-stichting.

## Onderscheidingen
Tal van officiële onderscheidingen vielen Kemper ten deel. Bij gelegenheid van de opening van het Merwede-kanaal in 1894, was het ridderkruis van de orde van Oranje-Nassau een blijk van waardering door de regering van zijn dertienjarige arbeid ten behoeve van dit belangrijke waterstaatswerk. De Pruisische regering onderscheidde hem in 1896 door hem te benoemen tot ridder 3e klasse van de Kroonorde. Dit was omdat Kemper herhaaldelijk inlichtingen verstrekt had aan de Wasserbauinspektor Korte, die gedurende enige jaren technisch attaché was bij het Duitse Gezantschap te 's-Gravenhage, terwijl hij verder grote diensten had bewezen aan een Commissie van Duitse Waterstaatsautoriteiten, die in 1895 het Merwede-kanaal bezocht in verband met de aanleg van het kanaal Dortmund—Emden. In 1899 werd hij ridder in de orde van de Nederlandse Leeuw; in 1908 ridder 3e klasse van de Roden Adelaar van Pruissen, en in 1911 commandeur van het Legioen van Eer van Frankrijk. Bij zijn pensionering in 1912 is hij benoemd tot commandeur in de Orde van Oranje-Nassau.

## KIvI
Kemper was actief in het Koninklijk Instituut van Ingenieurs (KIvI) en in  de Vereniging van Delftse Ingenieurs. Hij was tot driemaal toe bestuurslid. Bekend is de uitgave van zijn Repertorium der literatuur van den Waterstaat van Nederland van 1883; in 1915 heeft hij hiervan een tweede druk verzorgd. In 1885 heeft hij als bestuurslid mede het initiatief genomen tot oprichting met ingang van 1886 van het tijdschrift De Ingenieur.
In de vergadering van 10 april 1883 hield hij een voordracht over het gebruik van basalt of baksteen bij de bouw van schutkolkmuren, frontmuren en kaaimuren, en in die van 12 juni 1884 over een baggerwerktuig (taludmaker), gebruikt bij de verruiming van de Vaartschen Rijn in 1883. Hij werkte verder mee aan de voorbereiding van het VIe Congres van Binnenscheepvaart (PIANC) in 1894 te 's-Gravenhage gehouden.
Als lid van de raad van bestuur van het Koninklijk Instituut van Ingenieurs vanaf 1905, werd hij in 1906 gekozen tot vicepresident, welke functie hij tot zijn periodieke aftreding in 1908 vervulde. In 1908 trad hij op als president van de Afdeling voor Bouw- en Waterbouwkunde. Als zodanig nam hij wederom zitting in de raad van bestuur en in 1911 werd hij gekozen tot president van het Koninklijk Instituut van Ingenieurs. In 1916 werd hij erelid van het KIvI.

## Publicaties van ir. Kemper
- (10 april 1883). Het gebruik van bazalt of baksteen bij den bouw van schutkolkmuren, frontmuren en kaaimuren. Tijdschrift van het KIvI  1882-1883: 72-87 (PDF 93-99)
- (12 juni 1884). Een baggerwerktuig (taludmaker), in het vorig jaar gebruikt bij de verruiming van den Vaartschen Rijn. Tijdschrift van het KIvI  1883-83: 203-205 (pdf blz 125-126)
- Beschrijving van het kanaal van Amsterdam naar de Merwede. van Cleef, Den Haag (1895).
- Verbinding van Amsterdam met den Boven-Rijn voor vijftig jaren en nu  - in KIvI gedenkboek. Koninklijk Instituut van Ineneiurs (1897), p. 41-43.
- Repertorium der literatuur van den waterstaat van Nederland. Nijhoff, Den Haag (1915).
- Kemper, P.H, Mees, A.W., van Hasselt, J. (1887). Straf- en civielrechtelijke verantwoordelijkheid van technici bij de uitvoering van werken : preventieve optreding van staat of gemeente.. Bonn, Haarlem.
- (fr) Notice sur le canal reliant Amsterdam à la rivière la Merwede. PIANC, congresverslag (1892).